# اتفاقية عدم تقادم جرائم الحرب والجرائم ضد الإنسانية
اتفاقية عدم تقادم جرائم الحرب والجرائم ضد الإنسانية هي معاهدة دولية أُقرت بموجب قرار الجمعية العامة للأمم المتحدة رقم 2391 في 26 نوفمبر 1968، ودخلت حيز النفاذ في 11 نوفمبر 1970 بهدف استبعاد التقادم الزمني عن المحاكمة للانتهاكات الأشد جسامة كالجرائم الحربية والجرائم ضد الإنسانية.

## الأحكام الرئيسية
- لا تقادم للجرائم: تمنع الاتفاقية تطبيق أي مواعيد تقادم على الجرائم التالية بغض النظر عن تاريخ ارتكابها: الجرائم الحربية كما عرفها ميثاق محكمة نورمبرغ، والجرائم ضد الإنسانية والابادة الجماعية والإخلاء القسري[7].
- تعريفات:

1. «الجرائم الحربية»: الجرائم المنصوص عليها في بندي 6 (b)و(c) من ميثاق محكمة نورمبرغ[8].
2. «الجرائم ضد الإنسانية»: تشمــل القتل الجماعي والتجويع المنهجي والترحيل القسري والابادة والعنصرية المنهجية[9].

## نصاب تصديق ودخول حيز التنفيذ
- صارت نافذة بعد إيداع التصديق العاشر حسب المادة VIII، وذلك في 11 نوفمبر 1970[10].
- حتى ديسمبر 2020، صادقت 56 دولة عليها بما في ذلك معظم أعضاء الأمم المتحدة والدولة الفلسطينية[11].

## الأثر والتطبيق
- تعزيز العدالة الدولية: وفرت الاتفاقية أرضية قانونية لمقاضاة كبار المسؤولين والأفراد عن الجرائم الجسيمة، دون انقضاء مهل زمنية[12].
- التنسيق مع محاكم جنائية دولية: ربطت الاتفاقية الدول بالتعاون مع محكمة نورمبرغ والمحاكم اللاحقة لمحاكمة جرائم الحرب في يوغوسلافيا ورواندا[13].